# Šimšon Amicur
Šimšon Avraham Amicur (hebrejsky: שמשון אברהם עמיצור, v anglické transkripci Shimshon Amitsur, rodným jménem: Šimšon Kaplan; 26. srpna 1921, Jeruzalém – 5. září 1994, Jeruzalém) byl izraelský matematik. Ve svém výzkumu, za něž byl v roce 1953 oceněn Izraelskou cenou, se věnoval abstraktní algebře.

## Biografie
Narodil se v Jeruzalémě za dob britské mandátní Palestiny a studoval na Hebrejské univerzitě, kde byl žákem Ja'akova Levickiho (Jacob Levitzki). Jeho studia byla několikrát přerušena; nejprve druhou světovou válkou, následně izraelskou válkou za nezávislost. V roce 1946 získal magisterský titul a o čtyři roky později doktorát. V roce 1953 obdržel společně s Levickim za jejich společnou práci Izraelskou cenu. Amicur pracoval na Hebrejské univerzitě až do roku 1989, kdy odešel do penze. V letech 1952 až 1954 byl hostujícím akademikem na Institute for Advanced Study v Princetonu v New Jersey. Stal se členem Izraelské akademie věd, kde předsedal oddělení experimentálních věd. Byl jedním ze zakládajících editorů odborného periodika Israel Journal of Mathematics a editorem, specializujícím se na matematiku, v Hebrejské encyklopedii. Během své kariéry obdržel celou řadu cen a ocenění, včetně čestného doktorátu na Ben Gurionově univerzitě v roce 1990. Mezi jeho studenty se řadí Avinoam Mann, Amitaj Regev, Elijahu Rips či Aner Šalev.